# Charles Poulenard
Charles Poulenard (Francia, 30 de marzo de 1885-10 de noviembre de 1958) fue un atleta francés, especialista en la prueba de 4 × 400 m en la que llegó a ser subcampeón olímpico en 1912.

## Carrera deportiva
En los JJ. OO. de Estocolmo 1912 ganó la medalla de plata en los relevos 4x400 metros, con un tiempo de 3:20.7 segundos, llegando a meta tras Estados Unidos (oro) y por delante de Reino Unido (bronce), siendo sus compañeros de equipo: Robert Schurrer, Pierre Failliot y Charles Lelong.